# Otto Goldapp
Otto Hugo Goldapp (* 2. Januar 1898 in Szargillen; † 4. September 1984 in Saulgrub) war ein deutscher Polizeibeamter, zuletzt Polizeikommissar, und beim Sonderkommando 1005-Mitte an Erschießungen beteiligt.

## Leben

### Allgemein
Er wurde in Szargillen geboren, seine Eltern hießen Karl-Otto Goldapp und Lina geb. Tomat. Dort besucht er die Volksschule bis zum Alter von 14 Jahren. Danach arbeitete er in der Landwirtschaft seines Vaters, bis er einberufen wurde. Durch eine Anwerbung in Königsberg kam er zur Schutzpolizei nach Wesel/Rhein. 1923 wechselte er zur Schutzpolizei nach Hamburg, eine Station war 1951 Revierführer in Finkenwerder, er blieb in Hamburg bis zu seiner Pensionierung am 1. April 1958, sein letzter Dienstgrad war Polizeikommissar.

### Im Krieg
Am 20. Juni 1937 beantragte Goldapp die Aufnahme in die NSDAP und wurde rückwirkend zum 1. Mai desselben Jahres aufgenommen (Mitgliedsnummer 5.581.491). Er nahm als Angehöriger einer motorisierten Polizeikompanie am deutschen Einmarsch ins Sudetenland teil. Mitte 1939 wurde er zum Polizei-Bataillon 301 abgeordnet. Dort versah er seinen Dienst als Fahrdienstleiter. 1943 absolvierte er einen Panzerlehrgang in Wien-Purkersdorf. Danach sollte er zur 9. Panzer-Division versetzt werden, die Verlegung endete in Minsk, er blieb bis November 1943 in der Nähe von Minsk. Im November 1943 wurde er auf das Gut Trostinez verlegt. Dort traf er auf Max Krahner und den Lagerleiter Heinrich Eiche. Er wurde mit seiner Truppe von Arthur Harder angewiesen, die so genannte Enterdungsaktion im Rahmen der Sonderaktion 1005 abzusichern. Ab Weihnachten 1943 wurde er nach Pinsk, Smolewicze, in die Nähe von Brest-Litowsk zu weiteren Enterdungsaktionen verlegt, danach nach Litzmannstadt und später, bis Kriegsende, nach Klagenfurt und kämpfte dort gegen Partisanen. Nach den Enterdungsaktionen soll Goldapp nach der Aussage von Adolf Rübe die Erschießung der russischen Arbeiter befohlen und mit seinen Männern durchgeführt haben.
Bei Kriegsende geriet Goldapp nicht in Kriegsgefangenschaft, sondern konnte sich nach Hamburg durchschlagen. Er tat hier bis zu seiner Versetzung in den Ruhestand am 31. März 1958 als Polizeiinspektor und Polizeikommissar Dienst, und zwar zunächst als Sachbearbeiter bei der Verkehrspolizei und später Revierführer.
Vom 10. Februar 1960 bis zum 15. September 1961 war Goldapp zunächst in Untersuchungshaft; am 3. Dezember 1966 wurde er erneut inhaftiert. Otto Goldapp, Max Krahner und Otto Drews wurden wegen der Ermordung von 500 polnischen und sowjetischen Zwangsarbeitern des Leichenkommandos im Zusammenhang mit der „Sonderaktion 1005“ in Hamburg angeklagt. Am 9. Februar 1968 wurde Goldapp vom Landgericht Hamburg zu lebenslangem Zuchthaus verurteilt. Goldapp wurde am 11. Juni 1975 aus der Justizvollzugsanstalt Fuhlsbüttel entlassen.